# Sinodelphys
Sinodelphys é um gênero extinto de metatério que viveu no período Cretáceo Inferior (aproximadamente 125 milhões de anos atrás). Seus restos fósseis foram encontrados na província de Liaoning, China.